# Monacha aniliensis
Monacha aniliensis is een slakkensoort uit de familie van de Hygromiidae. De wetenschappelijke naam van de soort is voor het eerst geldig gepubliceerd in 1990 door P.L. Reischutz & Sattmann.